# Rocco Ficara
Rocco Daniele Ficara (Catania, 26 novembre 1982) è un lottatore italiano.

## Biografia
Cresciuto nel club del Cus Catania, il 1º febbraio 2008 è stato arruolato nel Gruppo Sportivo Forestale, dove è stato allenato dall'ex lottatore Giuseppe Giunta.
In carriera ha vinto tre medaglie di bronzo ai Giochi del Mediterraneo nel torneo dei 120 chilogrammi e una ai campionati del Mediterraneo, 2 volte quinto ai campionati Europei e 9 volte campione italiano Assoluto.

## Palmarès
| Anno | Manifestazione              | Sede             | Evento | Risultato | Note |
| ---- | --------------------------- | ---------------- | ------ | --------- | ---- |
| 1999 | Mondiali cadetti            | Nykøbing Falster | 85 kg  | 16º       |      |
| 2000 | Europei junior              | Sofia            | 97 kg  | 14º       |      |
| 2001 | Mondiali junior             | Tashkent         | 97 kg  | 14º       |      |
| 2002 | Europei junior              | Subotica         | 97 kg  | 5º        |      |
| 2005 | Giochi del Mediterraneo     | Almería          | 120 kg | Bronzo    |      |
| 2005 | Mondiali                    | Budapest         | 120 kg | 16º       |      |
| 2006 | Europei                     | Mosca            | 120 kg | 5º        |      |
| 2006 | Mondiali                    | Canton           | 120 kg | 13º       |      |
| 2007 | Europei                     | Sofia            | 120 kg | 11º       |      |
| 2007 | Mondiali                    | Baku             | 120 kg | 14º       |      |
| 2008 | Europei                     | Tampere          | 120 kg | 10º       |      |
| 2009 | Europei                     | Vilnius          | 120 kg | 17º       |      |
| 2009 | Giochi del Mediterraneo     | Pescara          | 120 kg | Bronzo    |      |
| 2009 | Mondiali                    | Herning          | 120 kg | 26º       |      |
| 2010 | Europei                     | Baku             | 120 kg | 8º        |      |
| 2010 | Mondiali                    | Mosca            | 120 kg | 30º       |      |
| 2010 | Mondiali universitari       | Torino           | 120 kg | 7º        |      |
| 2011 | Europei                     | Dortmund         | 120 kg | 20º       |      |
| 2011 | Campionati del Mediterraneo | Budua            | 120 kg | Bronzo    |      |
| 2011 | Mondiali                    | Istanbul         | 120 kg | 36º       |      |
| 2012 | Europei                     | Belgrado         | 120 kg | 14º       |      |
| 2013 | Giochi del Mediterraneo     | Mersin           | 120 kg | Bronzo    |      |

## Altre competizioni internazionali
2007
- 7º nei 120 kg nel Grand Prix of Germany ( Dortmund)
- 8º nei 120 kg al Torneo Dan Kolov - Nikola Petrov ( Sofia)

2008
- 18º nei 120 kg nel Torneo di qualificazione olimpica ( Ostia)
- 9º nei 120 kg nel Torneo di qualificazione olimpica ( Novi Sad)

2009
- 7º nei 120 kg al Torneo Dan Kolov - Nikola Petrov ( Varna)

2010
3ºtorneo Granma (L'Avana)
- 5º nei 120 kg al Cristo Lutte ( Créteil
- 3º torneo Corneanu (Pitesti)

2011
- 6º nei 120 kg al Memorial Internazionale Dave Schultz ( Colorado Springs)
- 4º nei 120 kg al Torneo Città di Sassari ( Sassari)
- 5º nei 120 kg nel Grand Prix of Spain ( Madrid)
- Oro nei 120 kg al Trofeo Milone ( Ostia)
- 8º nei 120 kg alla Vantaa Painicup ( Vantaa)

2012
- 5º nei 120 kg alla Coppa Granma ( L'Avana)
- 14º nei 120 kg nel Torneo di qualificazione olimpica ( Sofia)
- 15º nei 120 kg nel Torneo di qualificazione olimpica ( Helsinki)
- Bronzo nei 120 kg al Trofeo Milone ( Sassari)

2013
- Oro nei 120 kg al Trofeo Milone ( Sassari)

2014
- Argento nei 130 kg al Trofeo Milone ( Sassari)

2015
- Oro nei 130 kg al Trofeo Milone ( Sassari)